# 科林·克羅爾
科林·克羅爾（英語：Colin Kroll，1984年—2018年12月16日），美國企業家。他與羅斯·尤蘇波夫共同創立了影片應用程式Vine（被Twitter收購），以及HQ Trivia。

## 生平
克羅爾於1984年出生在紐約州的拉伊市，他是Alan Kroll的兒子。
克羅爾曾就讀奧克蘭大學，修讀電腦科學。
他曾於2007年至2009年在雅虎擔任工程部經理，並於2009年至2013年在Jetsetter擔任首席技術官。

## 逝世
克羅爾因為疑似吸毒過量而在紐約市逝世，終年34歲。